# Uchão-mor
Uchão-mor era o fidalgo da Casa Real que tinha a seu cargo da chefia ou intendência da Ucharia, ou seja, dos despenseiros do rei ou dalgum membro da sua família próxima.
Colocados sob a autoridade do uchão-mor estão uma multiplicidade de servidores diversos - além dos da própria Ucharia, talvez ainda os da Mantearia, da Saquitaria, e da Requeixaria.